# Cecilia (chanteuse)
Pour les articles homonymes, voir Cécilia.
Evangelina Sobredo Galanes, dite Cecilia, née à Madrid le 11 octobre 1948 et morte à Benavente le 2 août 1976 , est une auteur-compositeur-interprète espagnole. Son nom d'artiste vient de la chanson « Cecilia », de Simon et Garfunkel, sur l'album Bridge Over Troubled Water.
Fille de diplomates, elle passa son enfance dans plusieurs pays et fut éduquée par une religieuse américaine. Elle fit des études de droit en Espagne et décida de se dédier à la musique. Ses paroles ironiques et lyriques, chantées parfois par une voix fragile et parfois par une voix ferme, peuvent être incluses dans les mouvements existentialistes et féministes de la « canción protesta » (« chanson de protestation ») espagnole des années 1960 et 1970. 
Elle représenta l'Espagne au festival de l'OTI (Organisation ibéro-américaine de télévision) en 1975 avec la chanson « Amor de medianoche », obtenant la 2e place.
Elle mourut dans un accident de la route en 1976 ; elle travaillait alors à plusieurs projets artistiques, comme un hommage à Ramón María del Valle-Inclán. Son corps repose au cimetière de l'Almudena à Madrid. 
Plusieurs compilations posthumes de Cecilia ont été publiées. Par ailleurs, en 1996 sortit un album hommage de duos interprétés par des chanteurs comme Mercedes Corisco, Miguel Bosé, Ana Belén, Manolo Tena ou Julio Iglesias.

## Discographie

### Singles
- Expresión avec Nacho Sáez de Tejada (Nuestro Pequeño Mundo) et Julio Seijas, 1970
- Mañana/Reuníos, 1970
- Dama, Dama, Nada de nada, 1972
- Un ramito  de  violetas, 1973

### Albums
- Cecilia, 1972, CBS, qui contient les chansons à succès Dama, Dama, Nada de nada, Mi gata Luna, Fui ou Señor y dueño.
- Cecilia 2, 1973, qui contient les chansons Andar, Cuando yo era pequeña, Mi ciudad, Me quedaré soltera, Si no fuera porque…, Un millón de sueños, Canción de amor, Me iré de aquí.
- Un ramito  de  violetas, 1975, qui contient Un ramito  de  violetas, Mi  querida España, Decir adiós ou Sevilla